# Cyrnellus fraternus
Cyrnellus fraternus är en nattsländeart som först beskrevs av Banks 1905.  Cyrnellus fraternus ingår i släktet Cyrnellus och familjen fångstnätnattsländor. Inga underarter finns listade i Catalogue of Life.